# Manhasset
Manhasset és una concentració de població designada pel cens dels Estats Units a l'estat de Nova York. Segons el cens del 2000 tenia 8.362 habitants.

## Demografia
Segons el cens del 2000, Manhasset tenia 8.362 habitants, 2.831 habitatges, i 2.185 famílies. La densitat de població era de 1.350,9 habitants per km².
Dels 2.831 habitatges en un 36,4% hi vivien nens de menys de 18 anys, en un 63,1% hi vivien parelles casades, en un 11,5% dones solteres, i en un 22,8% no eren unitats familiars. En el 20,2% dels habitatges hi vivien persones soles el 10% de les quals corresponia a persones de 65 anys o més que vivien soles. El nombre mitjà de persones vivint en cada habitatge era de 6,81 i el nombre mitjà de persones que vivien en cada família era de 5,73.
Per edats la població es repartia de la següent manera: un 24,2% tenia menys de 18 anys, un 5% entre 18 i 24, un 27,5% entre 25 i 44, un 24,2% de 45 a 60 i un 19% 65 anys o més.
L'edat mediana era de 41 anys. Per cada 100 dones de 18 o més anys hi havia 81,7 homes.
La renda mediana per habitatge era de 88.472 $ i la renda mediana per família de 104.601 $. Els homes tenien una renda mediana de 65.294 $ mentre que les dones 41.997 $. La renda per capita de la població era de 43.454 $. Entorn del 3,9% de les famílies i el 5,7% de la població estaven per davall del llindar de pobresa.